# Rochus Gliese
Rochus Gliese (6 de enero de 1891-22 de diciembre de 1978) fue un actor, director, diseñador de producción y director artístico de nacionalidad alemana, conocido principalmente por su trayectoria en el cine mudo, en los años 1910 y 1920. 
Nacido en Berlín, Alemania, es sobre todo recordado fuera de su país por su trabajo como director artístico en el filme dirigido por F.W. Murnau Amanecer, y que le valió la nominación al Oscar al mejor director artístico. 
La mayoría de sus otras películas son poco conocidas fuera de Alemania. Su último trabajo como director fue la cinta de 1930 Die Jagd nach dem Glück, aunque a partir de entonces, y hasta los años 1950, hizo diversos trabajos entre bastidores. Su último trabajo fue como jefe de decorados en la película de 1955 Fidelo. 
Rochus Gliese falleció en 1978 en Berlín.

## Selección de su filmografía como director
- Komödie des Herzens (1924)
- Die gefundene Braut (1925)
- Der rosa Diamant (1926)
- Die Jagd nach dem Glück (1930)